# Rue Théodore-de-Banville
Pour l’article homonyme, voir Rue Théodore-de-Banville (Toulouse).
La rue Théodore-de-Banville est une voie du 17e arrondissement de Paris, en France.

## Situation et accès
La rue Théodore-de-Banville est une voie publique située dans le 17e arrondissement de Paris. Elle débute au 87 bis-89, avenue de Wagram et se termine au 80, rue Pierre-Demours.

## Origine du nom

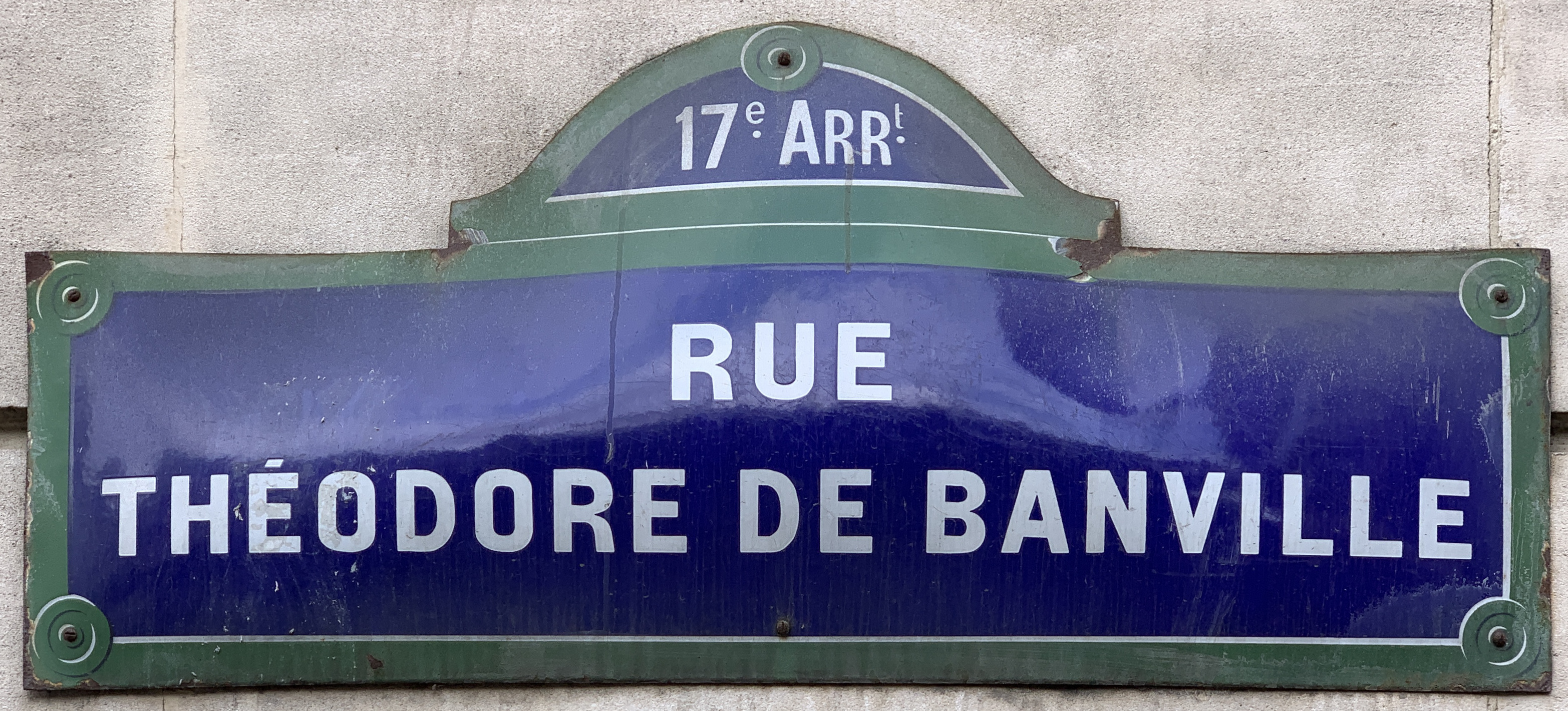
Plaque de la rue.

Elle porte le nom du poète français Théodore de Banville (1823-1891), poète français.

## Historique
Cette voie ouverte en 1892 prend sa dénomination actuelle par un arrêté du 26 décembre 1893 et est classée dans la voirie parisienne par un décret du 8 janvier 1894.
Le 21 mars 1915, durant la Première Guerre mondiale, une bombe lancée d'un ballon dirigeable allemand Zeppelin explose au no 3 rue Théodore-de-Banville,.

## Bâtiments remarquables et lieux de mémoire
Au no 3 se trouvait le consulat général de Bolivie dans les années 1920.
En 1957, Pierre Dac habitait au no 3 (carte d'interné résistant).